# Allenc
Allenc is een gemeente in het Franse departement Lozère (regio Occitanie) en telt 189 inwoners (1999). De plaats maakt deel uit van het arrondissement Mende.

## Geografie
De oppervlakte van Allenc bedraagt 35,2 km², de bevolkingsdichtheid is 5,4 inwoners per km².

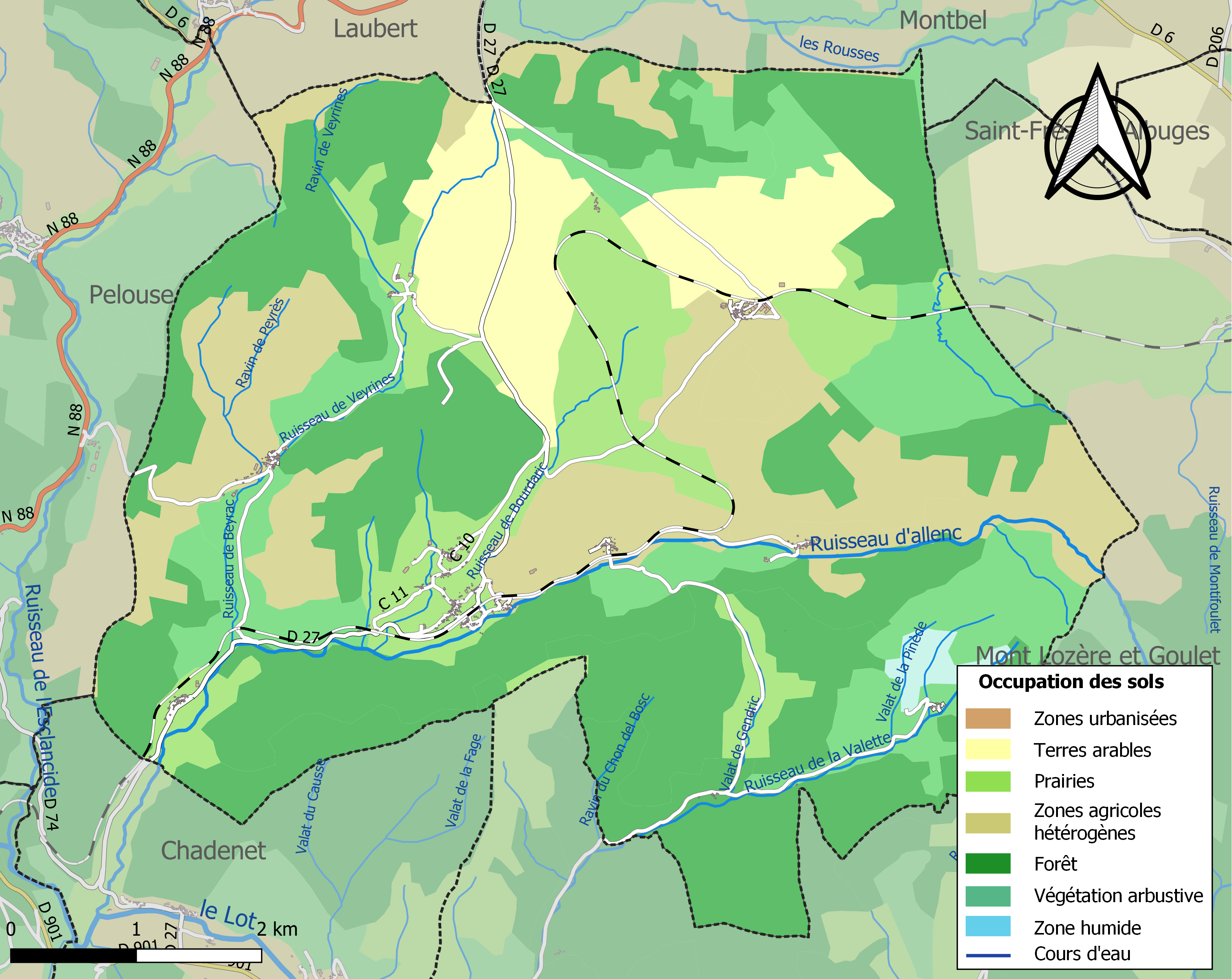
Kaart van de gemeente met de belangrijkste infrastructuur, bodemgebruik en omliggende gemeenten

## Verkeer
De gemeente heeft een spoorweghalte.

## Demografie
Onderstaande figuur toont het verloop van het inwonertal (bron: INSEE-tellingen).